# 橘以基
橘 以基（たちばなの もちもと、生没年不詳）は、室町時代の公卿。

## 経歴
- 応永19年（1412年） 八月25日：従三位[1]

## 系譜
- 父：橘以季
- 生母不詳の子女
  - 男子：薄以盛 - 正三位、宮内卿